# أنوفيلة مستترة
بعوضة الأنوفيلة المستترة (الاسم العلمي: Anopheles latens) هي ناقلٌ مهمٌ لانتقال الملاريا بين البشر والقرود في جنوب شرق آسيا. وتُعد ناقل مهم لانتقال الملاريا بين البشر في سراوق، ولكنها تنجذب إلى كلٍ من البشر وقرود المكاك، لذلك فهي مسؤولةٌ أيضًا عن انتقال الملاريا من القرود إلى البشر (المتصورة النولسية ويُحتمل أيضًا المتصورة النسناسية).
تميل الأنوفيلة المستترة إلى اللسع من الساعة 6 مساءً حتى طوال الليل، وتبلغ ذروتها عند منتصف الليل. توجد في الغابات وعلى أطراف الغابات، لكنها تميل إلى عدم دخول المساكن البشرية.